# Gjorge Ivanov
Gjorge Ivanov (tiếng Macedonia: Ѓорге Иванов; sinh ngày 2 tháng 5 năm 1960) là vị tổng thống mới được bầu của Cộng hòa Macedonia.
Sinh ra ở Valandovo, Ivanov tốt nghiệp tiểu học và trung học ở quê nhà. Đến năm 1990, ông là một nhà hoạt động trong Đoàn Thanh niên cộng sản Nam Tư. Ông đã kết hôn và có hai con. His permanent residence is in the Macedonian capital Skopje.
Ngày 25 tháng 1 năm 2009, đảng phái mạnh nhất trong Quốc hội Cộng hòa Macedonia, VMRO-DPMNE bảo thủ, đã chọn Ivanov vào vị trí ứng cử viên tổng thống để tranh cử trong cuộc bầu cử tổng thống. Có 1016 đại biểu đảng này đã bỏ phiếu ủng hộ ông tranh cử tổng thống trong cuộc đại hội này.
Dù ông được đảng đương quyền VMRO-DPMNE chọn làm ứng cử viên tranh cử chức vụ tổng thống, ông lại không phải là đảng viên đảng này. Các cuộc thăm dò thời điểm tháng 1 năm 2009 cho thấy có 27% số người được hỏi ủng hộ ông, trong khi ứng cử viên xếp thứ nhì chỉ được 13% số người được hỏi ủng hộ.
Trong vòng một của cuộc bầu cử tổng thống Macedonia, có 343.374 (35,06%) công dân Cộng hòa Macedonia bỏ phiếu bầu Ivanov, ứng cử viên thứ nhì thuộc Liên minh Dân chủ Xã hội, Ljubomir Frčkoski giành được 20,45% số phiều bầu.
Ivanov đã giành chiến thắng trong vòng bầu cử thứ hai với 437.455 phiếu bầu; ứng cử viên đối lập Ljubomir Frčkoski giành được 252.195 phiếu bầu.